# Plasmasnijden

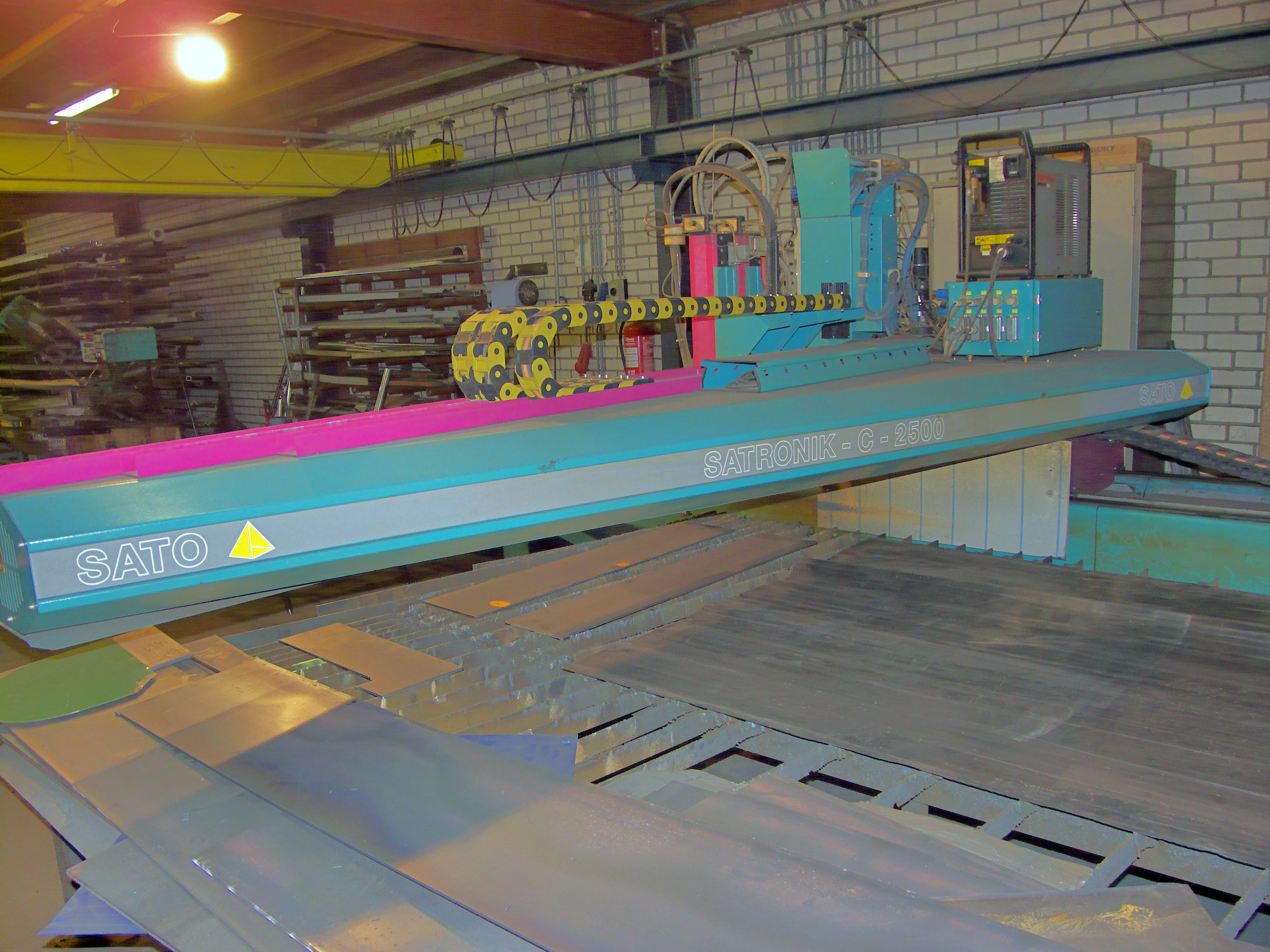
CNC-Plasmasnijmachine Satronik C 2500

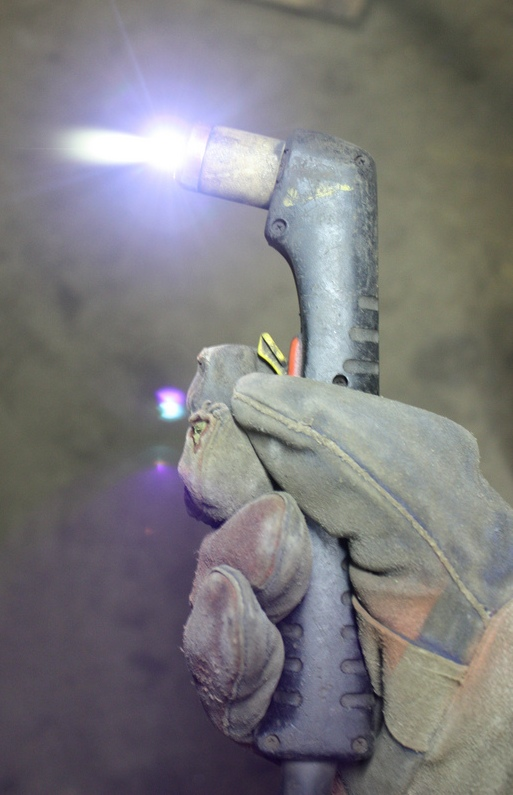
Handplasmasnijder

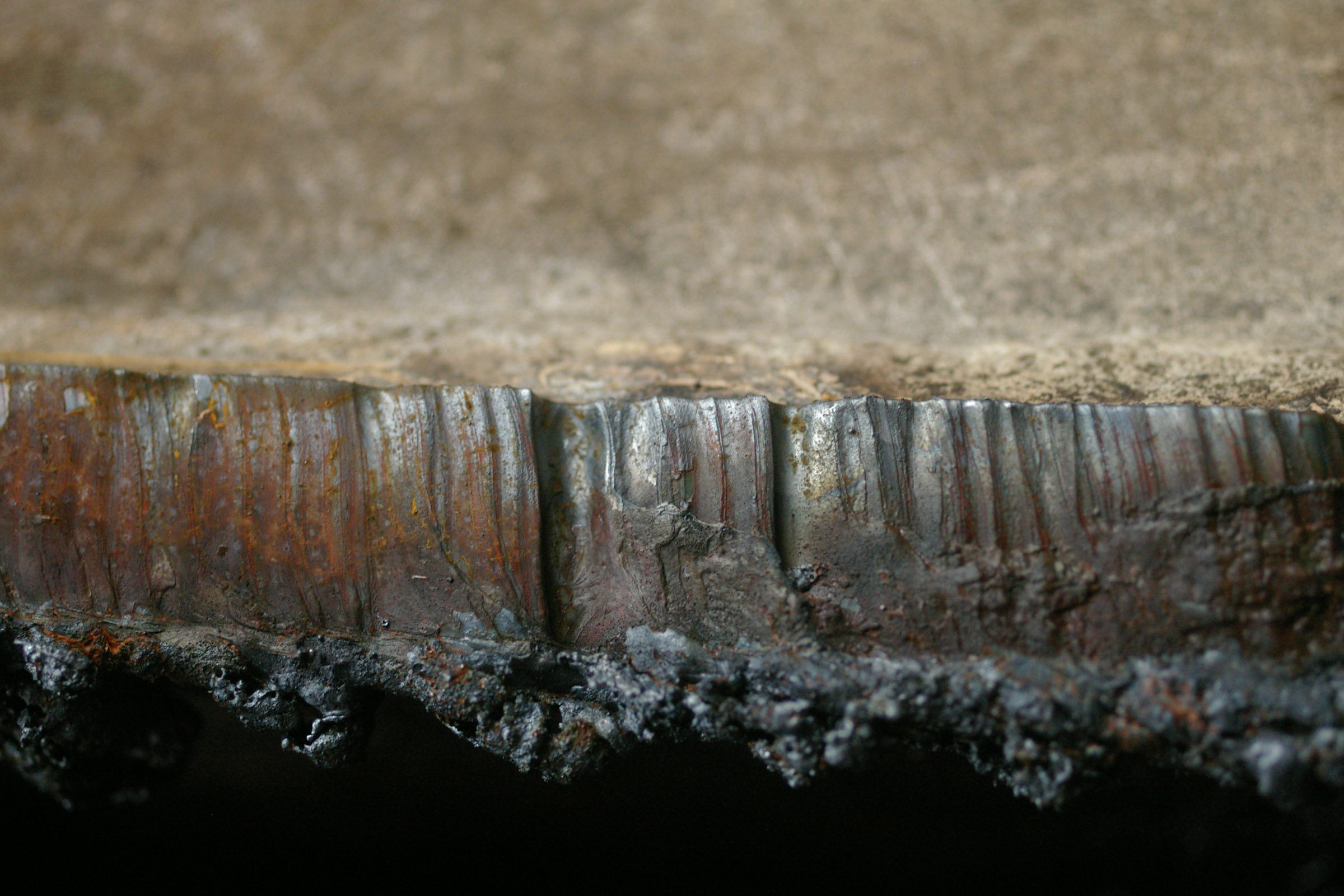
Snijvlak van een dikke metaalplaat gemaakt met een handplasmasnijder

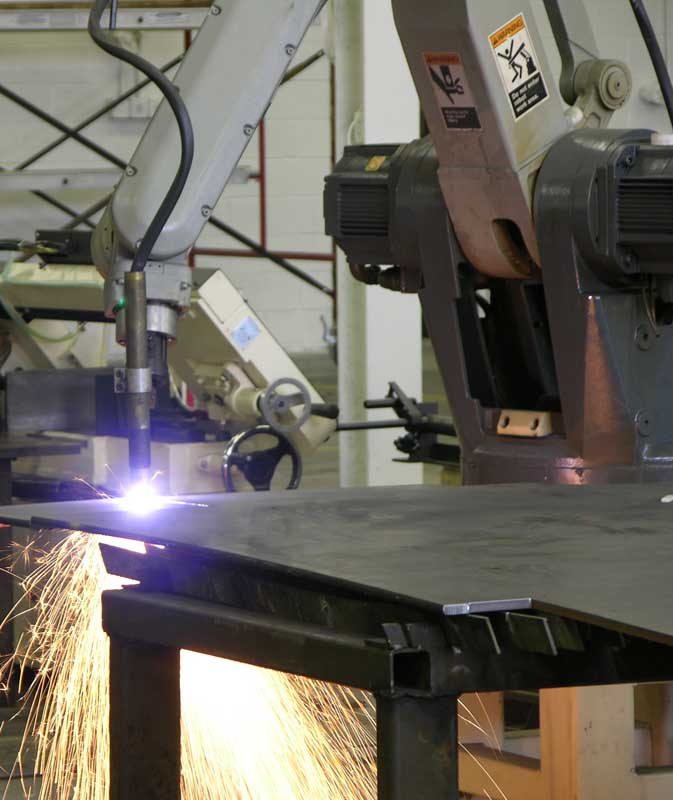
Robotgestuurd plasmasnijden

Plasmasnijden is een snijtechniek met behulp van een plasmasnijmachine (plasmasnijder) voor het snijden van plaatmetaal met behulp van plasma. Het plasma wordt met een elektrische vlamboog opgewekt. Een met een plasmasnijmachine gemaakte snede is aan de bovenkant afgerond, waardoor er voor het afwerken vaak nog een nabewerking nodig is. Dit is bij een lasersnijmachine niet het geval.
Een plasmasnijmachine bestaat uit een stroombron, mondstuk, massakabel, stroomtoevoerdraad en persleiding. Via de persleiding wordt een inert gas of perslucht met hoge snelheid door het mondstuk gespoten, terwijl tegelijkertijd tussen een wolfraamelektrode en het werkstuk een vlamboog in het gas of de perslucht wordt opgewekt, waardoor een gedeelte van het gas in plasma wordt omgezet. Het plasma is voldoende heet, 30.000 °C, om het metaal te laten smelten en gedeeltelijk sublimeren en heeft voldoende snelheid voor het wegblazen van het gesmolten metaal. 
De vlamboog wordt ontstoken met een hoogfrequent ontsteking en bij de uitmonding door een in de regel koperen, geïsoleerd en watergekoeld mondstuk tot een straal omgevormd. Sommige systemen gebruiken voor de ontsteking een lift-arc-ontsteking, zoals die ook wel bij TIG-lassen wordt toegepast. Hierbij wordt de elektrode op het werkstuk gezet en een zwakke stroom opgewekt, die de elektrode niet kan beschadigen. Door de gasdruk wordt de elektrode omhoog gedrukt en de vlamboog ontstoken. Tegelijkertijd wordt elektronisch de stroomsterkte verhoogd tot de snijsterkte wordt bereikt.

## Toepassingen
Bij de metaalbewerking worden zowel hand- als machinegestuurde plasmasnijmachines gebruikt. Afhankelijk van de stroomsterkte kunnen elektrisch geleidende werkstukken tot 200 mm dikte gesneden worden. Handgestuurde plasmasnijders werken met een stroomsterkte tot 120 ampère, terwijl machinegestuurde plasmasnijders tot een tienvoudige stroomsterkte gebruiken. Bij de huidige plasmatechniek wordt onderscheid gemaakt tussen conventioneel plasmasnijden en precisieplasmasnijden. Bij het precisieplasmasnijden worden de vrijheidsgraden van de sneden, de hoeken van de sneden of een metaalblank oppervlak als criterium gebruikt. Hierbij wordt in plaats van perslucht inert gas toegepast voor het verkrijgen van een betere snijkwaliteit, die in de buurt komt van die bij het lasersnijden. De voordelen van het CNC-plasmasnijden in vergelijking met het  autogeen snijden liggen voornamelijk in de vier keer zo snelle snijsnelheid en de geringere verspreiding van de warmte in het werkstuk. Ook kan een plasmasnijder meer metaalsoorten snijden dan een snijbrander.

## Geschiedenis
Het plasmasnijden is in de zestiger jaren van de twintigste eeuw voortgekomen uit het plasmalassen en bleek zeer productief te zijn bij het snijden van plaatstaal in de tachtiger jaren. Het had de voordelen van het traditionele snijden met een snijbrander maar gaf gladdere, nauwkeurigere sneden, zonder staalsplinters. Aanvankelijk waren plasmasnijmachines groot, vrij traag en duur en werden daarom alleen gebruikt bij massaproductie.
Aan het eind van de tachtiger jaren ontstonden CNC-plasmasnijmachines, waardoor het beter mogelijk was om complexe vormen te snijden. Deze CNC-plasmasnijmachines konden oorspronkelijk alleen vlakke platen snijden, omdat ze slechts in één vlak geprogrammeerd konden worden.